# Marco Licinio Craso Frugi
Marco Licinio Craso Frugi (en latín: Marcus Licinius Crassus Frugi) fue un senador romano del siglo I a. C.

## Familia
Posiblemente era hijo del pretor en 44 a. C. Marco Pupio Pisón Frugi, pero fue adoptado por Marco Licinio Craso, último descendiente natural de Publio Licinio Craso el triunviro.

## Carrera política
En el año 14 a. C. fue nombrado cónsul ordinario, ejerciendo en ese momento como patrono en favor de una delgación de las ciudades sirias de Damasco y Seleucia Pireia, y en 10 a. C. marchó como legado de Augusto a Tarraconense. Entre 9 y 8 a. C., fue procónsul de África y augur.

## Descendencia
Su hijo Marco Licinio Craso Frugi también fue cónsul en 27.